# 존재론적 논증
존재론적 논증이란 신의 존재를 오로지 선험적인 직관과 이성을 통해 증명하려는 시도를 말한다. 아브라함계 종교 내에서 존재론적 논증이 최초로 나타난 곳은 이븐 시나의 치유의 서 및 안셀무스의 프로슬로기온이다. 이후 르네 데카르트, 고트프리트 라이프니츠, 노만 맬컴, 찰스 하트숀, 앨빈 플랜팅가를 비롯한 많은 철학자들이 변형된 형태의 논증을 제시했으며, 수리논리학자 쿠르트 괴델은 양상 논리를 이용한 버전을 발표했다.
존재론적 논증은 철학적으로 쟁점이 되는 주제이다. 데이비드 흄, 이마누엘 칸트, 고틀로프 프레게, 마르무티에의 가우닐로 등의 여러 철학자들은 이를 공개적으로 비판하였다.

## 안셀무스의 논증

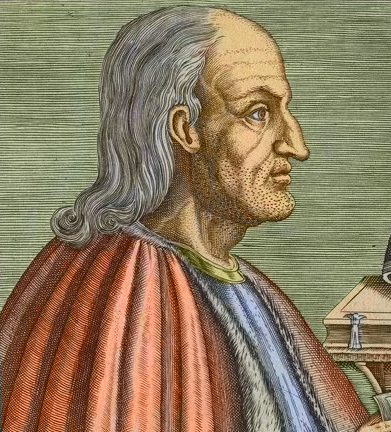
캔터베리의 안셀무스는 존재론적 논증을 통해 신의 존재를 증명하려 처음으로 시도한 사람들 중 한 명이다.

안셀무스(1033-1109)는 프로슬로기온의 두 번째 장에서 존재론적 논증을 시도한다. 신을 향한 기도의 일부분으로서 제시된 그의 논증은, 신의 정의 혹은 신이 필수적으로 만족해야 할 성질을 제시하는 것으로 시작한다. (아래 논증 내용은 참고자료의 박승찬이 옮긴 《모놀로기온 & 프로슬로기온》에서 인용한다. 이 책에서는 라틴어 원문에 따라 '크다'라고 번역했으나, 이를 번역한 영어의 great이라는 단어에는 '위대하다'는 뜻이 있음을 유의하라.)
"나는 신이 <어떤 것보다 더 큰 것은 생각될 수 없는 것>임을 믿습니다."
그리고 안셀무스는 신의 존재 여부에 대한 탐구를 시작한다.
"그러므로 <어리석은 자가 자기 마음속으로 '하느님은 존재하지 않는다'라고 말했기> 때문에 그러한 실체가 존재하지 않을 수 있겠습니까?"
이 질문에 대답하기 위해 안셀무스는 먼저 신이 "지성 속에" 존재함을 보이려 한다.
"그러나 확실히 이 어리석은 자도 내가 <어떤 것보다 더 큰 것은 생각될 수 없는 것>이라고 말하는 것을 들으면, 그가 들은 것을 이해합니다. 그리고 그가 이해한 것은 그의 지성 속에 존재합니다. 비록 그가 그것이 실제로 존재한다는 것을 이해하지 못했다고 할지라도."
그러고 나서 화가의 비유를 통해 위 주장을 정당화한다.
"즉 한 화가가 만들어질 것을 미리 생각한다면, 그것은 확실히 지성 속에 있는 것입니다. 그렇지만 만들어지지 않은 것이 존재한다는 것은 아직 이해하지 못합니다. 그러나 그가 만일 이미 그림을 그렸다면, 그는 그가 이미 만든 것을 지성 속에 가지고 있을 뿐만 아니라, 그것이 실제로도 존재한다는 것도 이해합니다."
"그러므로 어리석은 자도 <어떤 것보다 더 큰 것은 생각될 수 없는 것>이 적어도 지성 속에 존재한다는 것을 확신하게 됩니다. 그는 이것을 들을 때 이해하고, 이해된 것은 무엇이든지 지성 안에 존재하기 때문입니다."
이제 안셀무스는 위 내용으로부터 신이 실제로도 존재함을 보이려 한다.
"그리고 확실히 <어떤 것보다 더 큰 것은 생각될 수 없는 것>은 단순히 지성 속에만 존재할 수는 없습니다. 왜냐하면 만일 그것이 지성 속에만 존재한다면, 실제로도 존재하는 것이 생각될 수 없고, 이것은 [지성 속에만 존재하는 것보다] 더 큰 것이기 때문입니다. 만일 <어떤 것보다 더 큰 것은 생각될 수 없는 것>이 단지 지성 속에만 존재한다면, <어떤 것보다 더 큰 것은 생각될 수 없는 것>이라는 것에 대해 그것보다 더 큰 것이 생각될 수 있을 것입니다. 그러나 이것은 확실히 불가능합니다."
그는 위의 모순점으로부터 논증의 결론을 내린다.
"그러므로 아무 의심 없이 <어떤 것보다 더 큰 것은 생각될 수 없는 것>은 지성 속에뿐만 아니라 실제로도 존재합니다."

### 논증의 현대적 요약
안셀무스의 논증을 다음과 같이 요약할 수 있다.
1. 신은 정의상 상상할 수 있는 어떤 것보다도 더 큰 존재다. (가장 큰 존재다.)
2. 실제로도 존재하는 것은 그것이 상상 속에만 존재하는 것보다 크다.(상상<실재)
3. 따라서 신은 실제로 존재해야 한다. 그렇지 않다면 그는 상상될 수 있는 어떤 것보다도 크지 않기 때문이다.(상상된 가장 큰 존재 보다 더 큰 실재 존재가 존재하지 않으면 상상될 수 있는 존재보다 클 수 없다.)

즉 안셀무스의 논증은 신이 존재하지 않는다는 가정이 모순을 일으킴을 보이는 귀류법이다. 다음의 여섯 단계는 안셀무스의 논증 절차를 보다 가깝게 따라간다.
1. 신은 그보다 더 큰 것이 상상될 수 없는 존재다.(가장 큰 존재다.)
2. 이런 신의 개념은 인간의 지성 속에 존재한다. (즉, 그런 개념을 인간이 이해할 수 있다.)
3. 신이 실재가 아닌 마음 속에만 존재한다고 가정하자.
4. 그것은 마음 속에 한정된 신보다 더 큰 개념이므로, 그보다 더 큰 것이 상상될 수 없는 존재라는 신의 정의에 모순된다.
5. 따라서 신은 실제로 존재한다.

### 안셀무스의 두 번째 논증
안셀무스는 《프로슬로기온》의 3장에서 또다른 선험적 논증을 보여준다. 이 논증은 필연적 존재성이라는 개념에 의존하는데, '그보다 더 큰 것이 상상될 수 없는 존재'로서의 신이 만약 존재할 수 있다면 그는 우연적으로서가 아닌 필연적으로서 존재할 수밖에 없다는 것이다. 그러므로 신은 필연적으로 존재한다는 것이 안셀무스의 주장이다.

## 비판과 거부
토마스 아퀴나스를 비롯한 몇몇 가톨릭 신학자들 은 존재론적 논증을 비판하며 이를 받아들이기를 거부하였다. 또한 비기독교인들 중에도 "오류를 구체적으로 찾기보다는 잘못되었다는 걸 알아채는 쪽이 쉽다" 고 평한 버트런드 러셀을 포함해 여러 사람이 존재론적 논증을 비판했다. 논증에 대한 초기의 거부는 '가울리노의 섬'과 같은 패러디의 형태로 나타났으나, 나중에 임마누엘 칸트는 존재는 성질이 아니라는 논거로 논증을 반박하였다. 칸트와 달리 존재가 성질이라고 생각하는 이들도, 논증의 다른 부분에 오류가 있는 것으로 보기도 한다.

### 보편적 거부

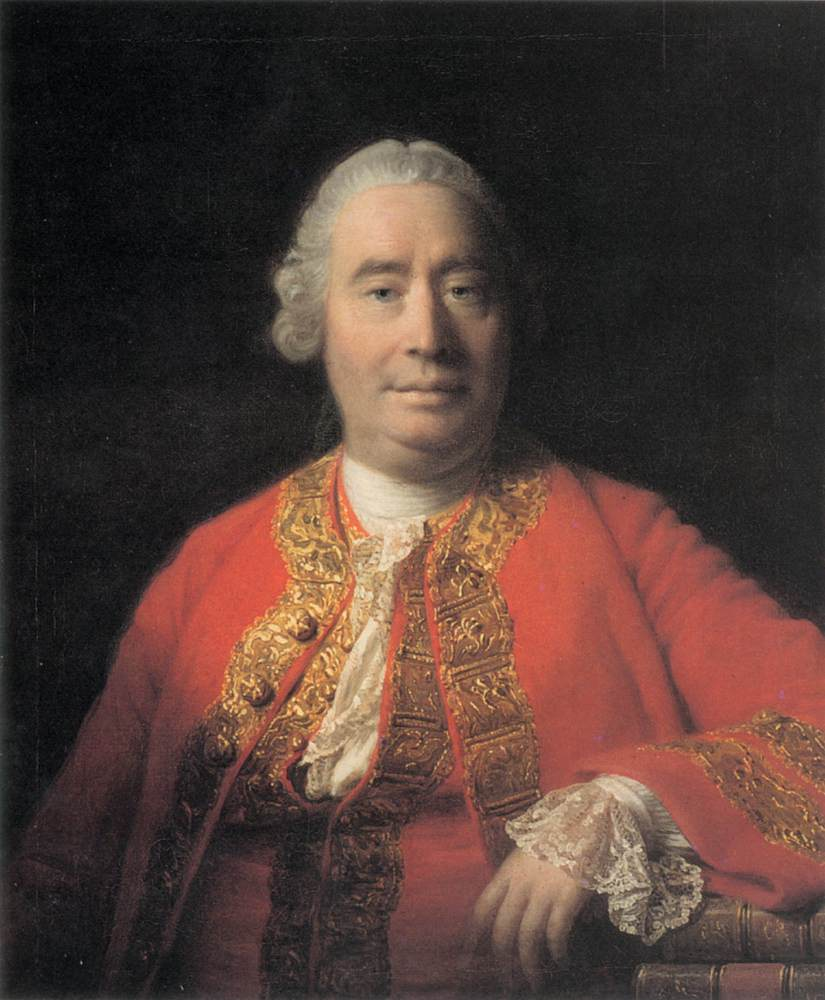
데이비드 흄은 존재론적 논증이 원칙적으로 불가능하다고 생각했다.

데이비드 흄은 어떤 것도 '선험적으로' 존재를 증명할 수 없다고 주장했다. 선험적으로 판단될 수 있는 주장은 '나는 결혼한 총각이다'처럼 정의상 모순된 결론이 나오는 명제들뿐이며, 존재가 아닌 부재로부터는 모순이 나올 수 없다는 것이다.

### 가울리노의 섬
안셀무스의 논증에 대해 초기에 제시된 반론으로는 동시대 사람인 마르무티에의 가우닐로의 '가울리노의 섬'이 있다. 그는 상상할 수 있는 가장 완벽한 섬을 생각해보라고 한다. 물론 그 상상 속의 섬은 실제로는 존재하지 않을 것이나, 안셀무스의 논법을 적용하면 그런 섬이 실제로 존재함이 증명되는 것처럼 보이며, 따라서 그 논법에 문제가 있다는 것이 가울리노의 주장이다. 구체적으로는 다음과 같다. (위에서 안셀무스의 논증을 6줄로 요약한 것과 비교할 것.)
1. 가울리노의 섬은 그보다 더 완벽한 섬을 상상할 수 없는 섬이다.
2. 그 섬의 개념 자체는 상상 속에 존재한다.
3. 가울리노의 섬이 실재가 아닌 상상 속에만 존재한다고 가정하자.
4. 가울리노의 섬과 같은 조건을 만족시키며, 동시에 실제로 존재한다는 조건까지 만족시키는 또다른 섬을 상상하라.
5. 이 섬은 가울리노의 섬보다 더 크므로, 정의로부터 모순이 일어난다.
6. 따라서 가울리노의 섬은 실제로 존재한다.

### 필연적 비존재성
더글러스 개스킹(1911~1994) 또한 존재론적 논증과 비슷한 방식으로 신이 존재하지 않는다는 증명을 만들 수 있다는 것을 보여주었다:
1. 세계의 창조는 상상할 수 있는 가장 경이로운 업적이다.
2. 이 업적이 놀라운 정도는 (1) 업적 자체의 어려움과 (2) 이를 행한 창조자의 능력에 의존한다.
3. 창조자가 처한 조건이 불리할수록 그 업적은 더 인상적인 것이 된다.
4. 창조자가 처할 수 있는 가장 불리한 조건은 비존재일 것이다.
5. 따라서 우주가 존재하는 창조자의 산물이라고 가정한다면, 이보다 더 위대한 존재를 상상할 수 있다. 즉, 존재하지 않으면서도 모든 것을 창조하는 존재를.
6. 그러므로, 신은 존재하지 않는다.

3번 가정은 예를 들어 설명하자면 잘 알려진 음악가가 훌륭한 음악을 작곡하는 것보다 네살짜리 아이가 같은 곡을 작곡하는 것이 더 경이롭다는 뜻이다. 그래험 오피는 3번 가정에는 특별히 반대하지 않았으나, 스탠퍼드 철학 백과사전에 글을 쓰면서 "세계의 창조가 '상상할 수 있는 가장 경이로운 업적'이라고 믿을 이유가 어디 있는가. 개스킹은 "세계" 혹은 "우주"를 "모든 것"과 동일한 것으로 생각하고 있었던 것으로 보인다."고 적었다.
4번 가정에서 볼 수 있는 이 논증의 철학적 요점은, 존재를 성질의 일종으로 보았을 때 발생하는 문제를 알려주는 것이다. "안셀무스가 은근슬쩍 존재가 완전함의 일부라고 가정했듯이, (4)는 은근슬쩍 비존재가 장애라는 역의 가정을 한다."

### 존재는 성질인가
존재는 성질이 아니라는 주장은 전통적으로 안셀무스의 논증에 대한 대표적인 반박 중 하나로 여겨진다. 이는 피에르 가상디가 데카르트의 성찰을 반박하면서 처음으로 사용했으나, 후에 칸트가 수정하여 발표한 뒤로 유명해졌다. 이에 따르면, 존재하지 않는 물체는 다른 성질을 보유할 수 없으므로 존재성을 다른 성질들과 함께 다룰 수 없다. 이 개념은 나중에 프레게가 1차 논리를 형식화할 때 양화의 개념을 도입하면서 체계화되었는데, 이런 관점에서는 존재 양화사는 술어가 아니라고 할 수 있다.
이에 대해 비록 존재 자체는 술어가 아닐지라도, 필연적 존재성은 술어라는 재반박이 있다. 신의 필연적 존재성에 대해서는 아래의 플랜팅가 및 괴델의 논증을 참고하라.

## 플랜팅가의 논증
안셀무스는 자신의 논증이 명확히 옳음을 확신했으며 요즘도 간간히 이를 지지하는 사람들이 있지만, 많은 현대의 철학자들은 이 논증이 안셀무스가 원래 제안한 형태로는 엄격한 논리적 검증을 버티지 못한다고 본다. 이에 따라 여러 철학자들이 안셀무스의 논증을 논리적으로 명확히 형식화하려고 시도했는데, 그 중 한 사람인 앨빈 플랜팅가는 S5 양상 논리를 사용하여 가정들로부터 결론이 따라나오는 다음 논증을 발표했다.
1. 가능한 세계 W에서 어떤 존재(being)가 전지전능하며 완전히 선한 경우, 이 존재가 W에서 '최대한으로 훌륭하다'고 말하자.
2. 그리고, 어떤 존재가 모든 가능한 세계에서 최대한으로 훌륭할 경우, 이 존재가 '최대한으로 위대하다'고 말하자.
3. 최대한 위대함은 가능적으로 예시된다, 즉, 최대한으로 위대한 존재가 있을 수 있다고 가정하자.
4. 그렇다면 전지전능하고 완전히 선한 존재가 있다는 것은 필연적으로 사실일 수 있다.
5. S5 공리에 따라, 전지전능하고 완전히 선한 존재가 필연적으로 존재(exist)한다.
6. 따라서, 전지전능하고 완전히 선한 존재가 존재한다.

여기에서 논란이 되는 부분은 S5 공리와 가능성 가정(있을 수 있다고 가정하자)이다. 둘 중에 S5 공리는 비록 거부하는 사람이 있긴 하나 일반적으로 받아들여지는 편이므로, 가장 큰 문제점은 가능성 가정이다. 피츠버그 대학교의 철학과 교수 리처드 M. 게일은 가능성 가정이 논점을 선점한다고 비판했다. 여기에 대해 플랜팅가는 어떤 올바른 논증이든, 일단 이해한 뒤에는 그 가정을 주장하거나 믿는 것이 결론을 주장하거나 믿는 것과 마찬가지라고 생각할 수 있다고 반박했다. 가정 3을 거부하는 것은 최대한으로 위대한 존재가 예시될 수 있는 가능성이 없다는 주장이므로, 이 논증은 신의 존재가 논리적으로 불가능하거나 혹은 논리적으로 필연적임을 보이는 것으로 볼 수도 있다.

## 괴델의 논증
쿠르트 괴델이 존재론적 논증을 형식화한 시기는 1941년 무렵이다. 그 후로 그는 1970년에 자신이 죽어간다고 생각할 때까지 증명에 대해 아무에게도 알리지 않았던 것으로 보인다. 1970년 2월 괴델은 대너 스코트에게 증명의 한 버전을 복사하도록 허락했고, 이는 개인적으로 몇몇 사람에게 전해졌다. 8월, 괴델은 오스카 모르겐슈테른에게 자신이 증명에 만족한다고 말했으나, 모르겐슈테른은 그의 8월 29일 일기에 괴델은 자신의 증명을 출판하지 않으려 한다고 적었다. 괴델은 자신이 논리학적 탐구(즉, 그와 같은 고전적인 가정들(완전성, 기타 등)에 의존하는 증명이 적절히 공리화될 수 있음을 보이는 것)를 하고 있을 뿐인데도 그가 실제로 신을 믿는다고 오해받을까봐 걱정했다는 것이다.

### 공리
괴델의 증명은 다음 세 개의 정의와 다섯 개의 공리에 의존한다.
공리 1: 모든 성질을 명확한 기준에 따라 긍정적인 성질과 부정적(긍정적인 성질의 부정)인 성질로 나눌 수 있다.
여기에서 '명확한 기준'이 모든 이에게 보편적이어야 할 필요는 없으며, 존재할 수 있는 모든 성질을 빠짐없이 긍정적인 것과 부정적인 것으로 나눌 수 있는, 공리 2~5와 모순되지 않는 기준이 존재하면 충분하다.
공리 2: φ가 Ψ를 함의함과 φ가 긍정적임이 필연적이라면 Ψ도 긍정적이다.
예: 만약 '착한 자는 행복하다'가 언제나 사실일 때 '착하다'가 긍정적이면 '행복하다'도 긍정적이다.
정의 1: '모든 긍정적인 성질을 전부 만족한다'는 성질을 신성이라 하며, 이를 만족시키는 대상을 신이라 한다.
공리 3: 신성은 긍정적이다.
긍정적인 성질들의 논리곱이 긍정적임을 가정한 뒤 신성의 긍정성을 증명할 수도 있으나, 현재의 목적을 위해서는 이를 생략하고 간단히 신성이 긍정적임을 가정하는 쪽이 빠르다.
정의 2: x가 φ를 만족하며, 또한 φ가 x가 만족하는 모든 성질을 필연적으로 함의하면 φ를 x의 본질이라 하자.
공리 4: φ가 긍정적이라면 φ는 필연적으로 긍정적이다.
정의 3: '자신의 임의의 본질을 만족시키는 대상이 필연적으로 존재한다'는 성질을 필연적 존재성이라 한다.
주의: 여기에서 '필연적 존재성'은 단순히 하나의 성질에 붙여진 이름이므로, 양상 논리적 의미의 '필연적으로 존재한다'는 개념과 구분하라.
공리 5: 필연적 존재성은 긍정적이다.

### 증명
아래에서 Ax.는 공리(axiom), Th.는 정리(theorem), Df.는 정의(definition)이다.
{\displaystyle {\begin{array}{rl}{\mbox{Ax. 1.}}&P(\neg \varphi )\leftrightarrow \neg P(\varphi )\\{\mbox{Ax. 2.}}&\Box \;\forall x\lbrace [\varphi (x)\rightarrow \psi (x)]\land P(\varphi )\rbrace \rightarrow P(\psi )\\{\mbox{Th. 1.}}&P(\varphi )\rightarrow \Diamond \;\exists x\;[\varphi (x)]\\{\mbox{Df. 1.}}&G(x)\iff \forall \varphi [P(\varphi )\rightarrow \varphi (x)]\\{\mbox{Ax. 3.}}&P(G)\\{\mbox{Th. 2.}}&\Diamond \;\exists x\;G(x)\\{\mbox{Df. 2.}}&\varphi \;\operatorname {ess} \;x\iff \varphi (x)\land \forall \psi \lbrace \psi (x)\rightarrow \Box \;\forall x[\varphi (x)\rightarrow \psi (x)]\rbrace \\{\mbox{Ax. 4.}}&P(\varphi )\rightarrow \Box \;P(\varphi )\\{\mbox{Th. 3.}}&G(x)\rightarrow G\;\operatorname {ess} \;x\\{\mbox{Df. 3.}}&E(x)\iff \forall \varphi [\varphi \;\operatorname {ess} \;x\rightarrow \Box \;\exists x\;\varphi (x)]\\{\mbox{Ax. 5.}}&P(E)\\{\mbox{Th. 4.}}&\Box \;\exists x\;G(x)\end{array}}}

## 참고 자료
- 캔터베리의 안셀무스. 《모놀로기온 & 프로슬로기온》. 번역 박승찬. 아카넷. - 안셀무스의 논증이 들어있는 모놀로기온과 프로슬로기온을 한국어로 번역한 책.
- Anselm of Canterbury; 조너선 반스. “Anselm's Proslogium or Discourse on the Existence of God, Chapter 2”. David Banach's homepage at Saint Anselm College. 2012년 10월 31일에 원본 문서에서 보존된 문서. 2013년 4월 15일에 확인함. - 안셀무스의 논증을 영여로 번역한 웹페이지.